# Herb gminy Krotoszyce

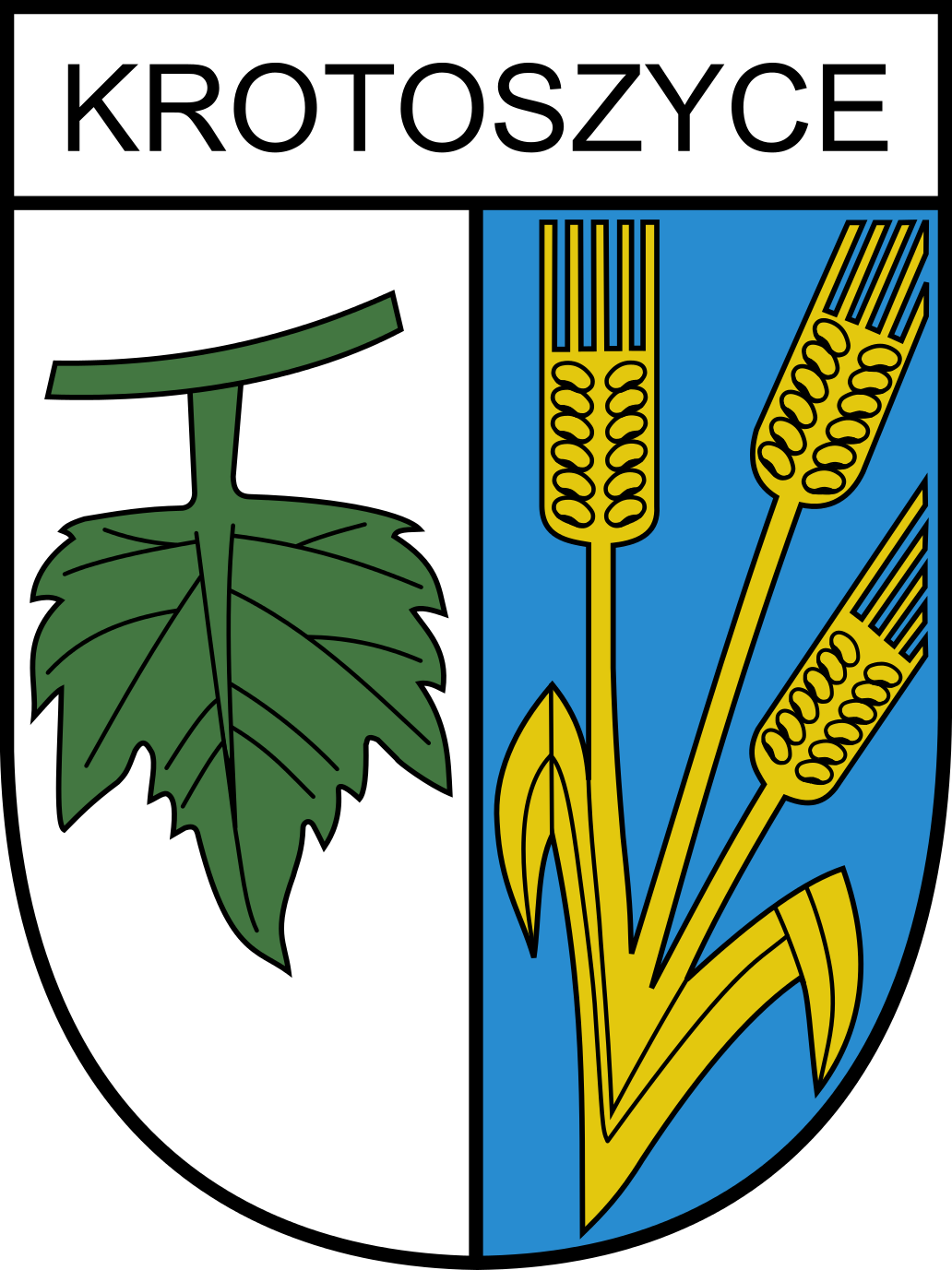
Herb gminy Krotoszyce do 2021 roku

Herb gminy Krotoszyce – jeden z symboli gminy Krotoszyce, autorstwa Kamila Wójcikowskiego i Roberta Fidury, ustanowiony 30 września 2021.

## Wygląd i symbolika
Herb przedstawia na tarczy w polu błękitnym głowicę pastorału złotą z welonem srebrnym, pod którą dwie skrzyżowane szable - pruska i francuska. Głowica pastorału z welonem przypomina fakt, że najstarsza wzmianka historyczna (1175 rok) z terenu gminy dotyczy posiadania wsi Krajów przez cystersów z Lubiąża. Dwie skrzyżowane szable przypominają o bitwie nad Kaczawą w 1813 roku, która odbyła się w dużej mierze na terenie gminy. We wsi Dunino znajduje się Muzeum Bitwy nad Kaczawą.